# Acutotyphlops solomonis
Acutotyphlops solomonis — вид змій родини сліпунів (Typhlopidae). Ендемік Папуа Нової Гвінеї.

## Поширення і екологія
Acutotyphlops solomonis мешкають на острові Бугенвіль в архіпелазі Соломонових островів, а також в околицях Алотау в провінції Мілн-Бей на крайньому південному сході Нової Гвінеї. Вони живуть у вологих тропічних лісах, на висоті до 915 м над рівнем моря.